# 顾元
顾元（?—?），字體仁。仙游县功建里（今仙游县鲤城镇）人。

## 生平
正统五年贡生，入太学，授长沙府通判。九年后，升广东高州府同知，成化元年（1465年），有盗賊起事，顾元奉命出城筹粮，城陷，顧元全家罹难，成化八年父顾永美赠为承德郎湖广长沙府通判，母朱氏赠为安人。但顧元已無意於仕途，退休。